# Le Hérie-la-Viéville
Le Hérie-la-Viéville è un comune francese di 353 abitanti situato nel dipartimento dell'Aisne della regione dell'Alta Francia.

## Società

### Evoluzione demografica
Abitanti censiti